# Schloss Weißau
Das ehemalige Schloss Weißau befand sich im Ortsteil Oberweißau der Gemeinde Lochen am See im Bezirk Braunau.

## Geschichte

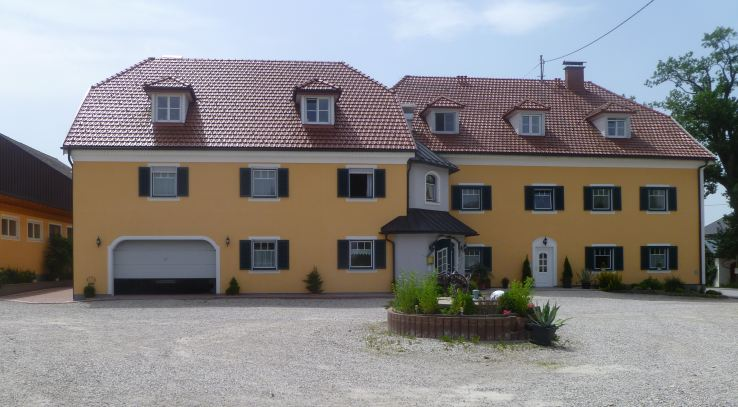
Wirt z’Weissau: Wirtshaus heute, früheres Gerichtsgebäude des Schlosses Weißau

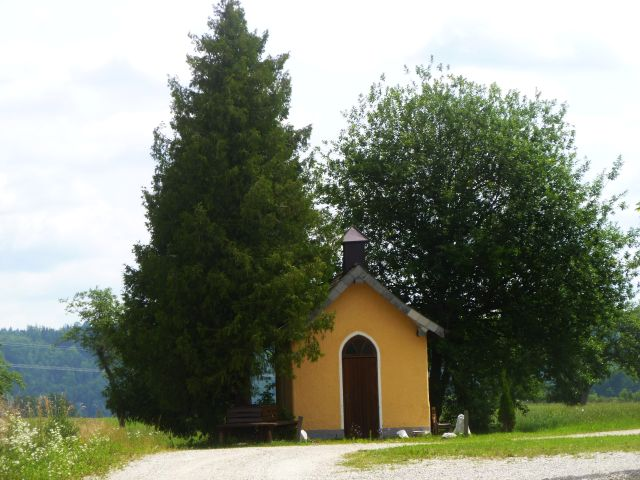
Kapelle beim Wirt z’Weissau

Die erste urkundliche Erwähnung des Ortes Weißau (Wizauwa) stammt aus dem Jahr 1120, allerdings steht dies noch in keinem Zusammenhang mit dem späteren Ansitz Weißau der Meisrembl. Die Meisrembls oder Meusrembels sind Gründer des Ansitzes Weißau und urkundlich mehrfach bezeugt: Der Name Meisremel wird auf Rumilo, Sohn des Meizo (Rudmar, Sohn des Meginhard) zurückgeführt. 1421 wird ein Heinrich Meisremel in Achenich als Forstvorstand des Kobernaußerwaldes erwähnt. Ein Wolfgang Meisrembel war 1528 „Master in der Trumbbrobstei“ im Erzbistum Salzburg. 1558 erhält Georg Meußremel (bis 1599) das Landrichteramt zu Friedburg.
1503 war Weißau im Besitz der Meisrembl. 1557 waren die Brüder Georg und Thomas Meusrembel die Besitzer von Weißau. Zum 21. Oktober 1558 erging von Herzog Albrecht V. ein Lehensbrief, in dem Thomas Meusrembel als Käufer des Besitzanteiles seines Bruders Georg an dem Sitz in der oberen Weißau aufscheint (einschließlich aller Zapf- und Schankrechte zu Weißau). 
Die Zapfgerechtigkeit für den heutigen Wirt z’Weißau wurde 1560 ausgesprochen. 
Um 1578 scheint ein Adam Scharl als Drittel-Mitbesitzer von Weißau auf. Thomas (Thoman) Meisrembel hatte vier Kinder: Wolfgang (Wolfen), Euphrosina, Christoph und Sebastian. Die beiden letzteren waren als Kaplane in Astätt tätig (Christoph 1637, Sebastian 1644). Euphrosina Meusrembel hatte den Georg Vizdomb geheiratet (verstorben im Pestjahr 1628); dieser stammte von den adeligen Vitzthum von Rothenburg ab, die dort ihren Hauptsitz hatten. Der Georg Vizdomb erhielt durch die Heirat einen Drittelanteil an Weißau. Von seinem Schwager Thoman übernahm er auch das Schankrecht. Um 1600 war er Zweidrittelinhaber des ritterlehnbaren Sitzes zu Weißau. Mit seiner Gattin Euphrosina hatte Georg Vizdomb einen Sohn (Wolf). In zweiter Ehe war er mit einer Aphrigina verheiratet. Aus dieser Ehe gingen vier Söhne und drei Töchter hervor (Rosina, Magdalena, Melchior, Caspar, Paulus, Barbara und Salomon). Am 13. Mai 1625 erhält Melchior durch Herzog Maximilian I. einen Lehensbrief, der ihm ein Drittel am Gut und das Schankrecht übertrug; Caspar erhielt das zweite Drittel. Im Juni 1626 führte Wolf eine Beschwerde am Lehenshof zu München, da ihm als Ältestem das Erbe zustehen würde. Er erhielt tatsächlich des Melchiors Anteil und Paulus den Anteil des Caspars. Zu dem Besitz gehören auch Güter in Tannberg, Kranzing, Grub und Niedern Plain in Baumgarten.
Seit dieser Zeit war Weißau in zwei bzw. drei Linien aufgeteilt: Wolf ist der Begründer der Wirtslinie, Paulus der Begründer der Gutslinie. Adam Scharl hielt ein weiteres Drittel des Besitzes. Im Frühjahr 1648 starb Wolf Viztdomb und hinterließ sechs Kinder, auf die ein Drittel des Besitzes fiel. Von der churfürstlichen Lehenskanzlei in München wird am 12. Mai 1648 bestätigt, dass Ober-Weißau ein Sitz ist, also als Ritterlehen angesehen wird. 1652 bis 1652 erscheint ein Paulus Vizdomb als Vormund der Bernhardten Vizdom zu Sauldorf. Am 14. November 1679 erging ein Lehensbrief von Herzog Maximilian Philipp an Kaspar Vizdomb (Wirtslinie) über einen Drittelanteil in Weißau nebst Zapfen- und Schankrecht.
Mit dem Edelsitz war die niedere Gerichtsbarkeit verbunden. Diese reichte entweder „bis zur Dachtraufe“, also war auf den unmittelbaren Hausbereich beschränkt, oder war auf die ganze Hofmark ausgedehnt; letzteres triff auf Weißau zu. Im Dienste der Edelbesitzer standen eigene Prokuratoren und Richter für die Verwaltungs- und Rechtsgeschäfte. Als solche sind namentlich bekannt: N. Muzhardt (N. Morzonhardt) vor 1733, Johann Gottlieb Hürl (ab 1733), Simon Jacob Pramhöfer (1749), Ignation Lezaro Lehner (auch 1749), Leonhard Lehner (1750 bis 1785).
Die Vizdombs von Weißau zählten zum Ritter- und Adelsstand und leisteten Rittersteuer an das Rentamt Burghausen. In Kriegszeiten musste Weißau einen geharnischten Mann zu Pferd stellen. Das Wappen zeigt einen geharnischten Ritter mit offenem Helm auf einem nach rechts springenden Pferd, in der rechten Hand ein Schwert zum Schlage ausholend. Die Helmzier bildet ein geharnischter, nach rechts abgewinkelter Arm. Die Hand umschließt den Knauf des zum Schlag ausgeholten Schwertes. Mit Schreiben vom 28. August 1702 wird dekretiert, dass die Lehensleute den geschuldeten Ritterdienst auch in Geld ableisten können; das war dem Simon und dem Adam Vizdom und dem Caspar Scharl mitgeteilt worden. Der Urenkelsohn des Simon Vizdom, Petrus Vitzthumb, ist im Jahre 1786 Begründer der Lengauer Linie der Vitzthumbs.

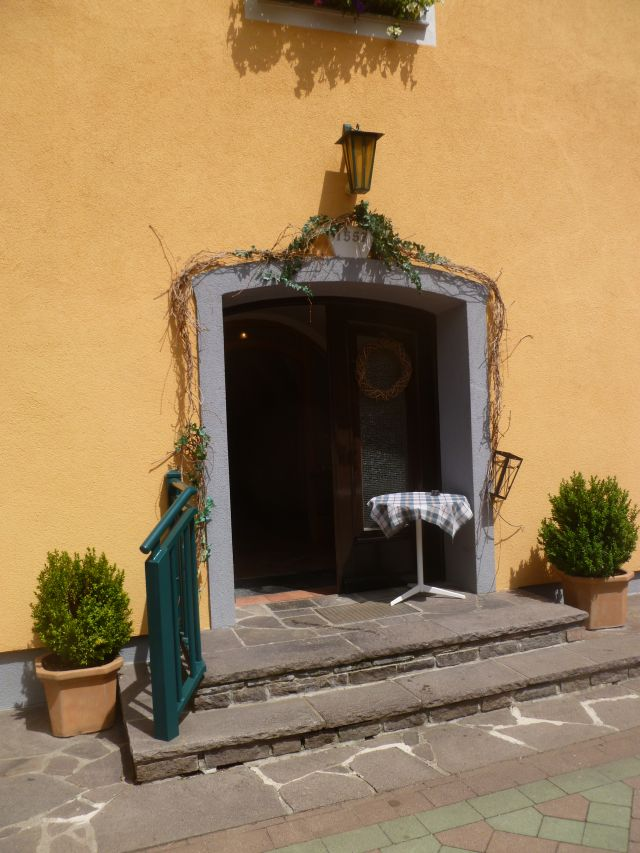
Wirt z’Weissau: Hofeingang mit Jahreszahl 1557

Das heutige Gebäude des Gasthauses stammt aus dem Jahr 1742, wobei der gastgartenseitige Eingang in das Wirtshaus die Jahreszahl 1557 trägt, also auf die Besitzer Georg und Thomas Meusrembel hinweist.
Unter Herzog Karl Theodor von Pfalz-Sulzbach wurden zum 28. Mai 1779 die zur ehemaligen churbairischen Regierung Burghausen gehörenden Gerichte an das Erzhaus Österreich „extradiert“.  1787 wurde dem Joseph Vitzthumb dem Zweiten (Wirtslinie), Georg dem Zweiten (Gutslinie) sowie Kaspar Scharl der Sitz Weißau von Kaiser Josef II. wieder verliehen. Am 3. Oktober 1798 befreite Kaiser Franz II. Weißau von den darauf lastenden Lehensverpflichtungen. Nach einem bayrischen Zwischenspiel (1809 bis 1816 gehört das Innviertel wieder zum Königreich Bayern) nahm der habsburgische Kaiser Franz I. in Salzburg die Landeshuldigung entgegen, an der auch die Edelsitzer von Weißau teilnahmen. 1818 erscheinen als Edelsitz-Inhaber Joseph Vizthum (Wirt), Johann Vitzthum (am Vitzthumgut) und Simon Roithner (am Scharlgut). Dem Franz Vitzthum wird am 18. März 1834 die Anschreibung in der Innviertel-Landtafel genehmigt. Am 7. September 1848 erfolgte die Aufhebung des Untertanenbanns und die Entlastung allen Grund und Bodens.
Im Jahre 1909 erlosch mit Josef Vitzthum dem Dritten die Wirtslinie. Die Gutslinie existiert weiterhin. Die weiteren Besitzer des Zapf- und Schankrechts waren Franz und Anna Spindler (ab 6. Juli 1909), Johann und Anna Maier (ab 6. Juli 1932), Franz und Justine Maier, geb. Huber (am 4. Juni 1957) und heute Franz und Gerlinde Strobl, geb. Maier (ab dem 1. August 2000).

## Weißau heute
Das Schloss soll zwischen den heutigen Gebäuden in Oberweißau Nr. 3 und 6 gestanden haben. Es ist 1810 einem Brand zum Opfer gefallen; die Nebengebäude blieben erhalten. Im Obstgarten hinter dem Gasthaus wurden Grundmauern des Schlosses gefunden; diese sind in der Zwischenzeit überbaut worden. 
Im Wirtshaus soll die zum Schloss gehörende Gerichtsstätte gewesen sein.